# Планински кристал
Планинският кристал (на гръцки: κρύσταλλος, означаващо „лед“) е безцветна и прозрачна разновидност на минерала кварц – силикат, представляващ една от кристалните модификации на чист SiO2. Твърдоста на планинския кристал по скалата на Моос е 7, а плътността му – 2,65 g/cm3. Кристалите му са с тригонална сингония и имат вид на шестоъгълна призма.

## Приложение
Чисти, бездефектни планински кристали се срещат рядко и се ценят високо. Практическо приложение намират тези с големина от 3 до 5 сантиметра. Големи находища има в Урал, а също така в Бразилия, Канада, САЩ, Япония, Австралия и Алпите. Използват се в радиотехниката и оптиката за изработка на призми, лещи и други. Планинският кристал се счита за полускъпоценен камък и се използва за направата на ювелирни изделия.

## История
Той е известен още от дълбока древност. Предмети, изработени от планински кристал са намерени в Мексико, Гърция, Китай, Япония и на други места по света. Келтските друиди използват планинските кристали в своите магически практики още 2000 години пр.н.е. и по всяка вероятност, практиката за гадаене с кристални сфери датира още оттогава. Днес най-голямата сфера от планински кристал без никакви вътрешни дефекти или несъвършенства се намира в Националния музей по естествена история във Вашингтон, САЩ. Тя е с диаметър 32,7 cm, тежи 48,5 kg и е изработена през 1924 – 1925 г. в Китай.